# Joe Skeen
Pour les articles homonymes, voir Skeen.
Joseph Richard Skeen dit Joe Skeen, né le 30 juin 1927 et mort le 7 décembre 2003, est un homme politique américain. Membre du Parti républicain, il est élu pour le Nouveau-Mexique à la Chambre des représentants des États-Unis de 1981 à 2003.

## Biographie
Joe Skeen sert dans la United States Navy à la fin de la Seconde Guerre mondiale puis comme réserviste dans la United States Air Force. Il est diplômé de l'université A&M du Texas en 1950 et devient ingénieur auprès de réserves amérindiennes. En 1952, il reprend le ranch familial de 15 000 acres (6 070 ha).
En 1960 il est élu au Sénat du Nouveau-Mexique. Il y siège jusqu'en 1970 et devient le chef de la minorité républicaine. Il préside le Parti républicain du Nouveau-Mexique de 1962 à 1965. Il se présente sans succès au poste de lieutenant-gouverneur en 1970. Candidat au poste de gouverneur en 1974 et 1978, il est battu par les démocrates Jerry Apodaca et Bruce King.
En 1980, le représentant démocrate conservateur Harold L. Runnels (en) meurt à quelques semaines des élections. Les démocrates nominent le neveu du gouverneur King, David King, au détriment de la veuve du représentant. Les républicains, n'ayant pas inscrit de candidat face à Runnels, doivent présenter un candidat write-in ; ils choisissent Joe Skeen. Ce dernier est élu représentant avec 38 % des voix devant King et Dorothy Runnels, elle-aussi candidate write-in.
Skeen est réélu tous les deux ans jusqu'en 2002, année où il ne se représente pas. Il est alors la personnalité ayant le plus longtemps représenté le Nouveau-Mexique à la Chambre des représentants. Au Congrès, il défend les positions des industries agricoles et minières face aux écologistes ; il œuvre notamment pour l'ouverture du centre de stockage de déchets radioactifs de Waste Isolation Pilot Plant.
Atteint par la maladie de Parkinson, il meurt en décembre 2009 dans sa ville natale de Roswell (Nouveau-Mexique).